# Zelów (gemeente)
De gemeente Zelów is een stad- en landgemeente in het Poolse woiwodschap Łódź, in powiat Bełchatowski.
De zetel van de gemeente is in Zelów.
Op 30 juni 2004 telde de gemeente 15 315 inwoners.

## Oppervlakte gegevens
In 2002 bedroeg de totale oppervlakte van gemeente Zelów 168,21 km², waarvan:
- agrarisch gebied: 68%
- bossen: 25%

De gemeente beslaat 17,36% van de totale oppervlakte van de powiat.

## Demografie
Stand op 30 juni 2004:
| Omschrijving                   | Totaal | Totaal | Vrouwen | Vrouwen | Mannen | Mannen |
| ------------------------------ | ------ | ------ | ------- | ------- | ------ | ------ |
| eenheid                        | aantal | %      | aantal  | %       | aantal | %      |
| inwoners                       | 15 315 | 100    | 7842    | 51,2    | 7473   | 48,8   |
| bevolkingsdichtheid (inw./km²) | 91     | 91     | 46,6    | 46,6    | 44,4   | 44,4   |

In 2002 bedroeg het gemiddelde inkomen per inwoner 1395,94 zł.

## Administratieve plaatsen (sołectwo)
Bocianicha, Bujny Księże, Bujny Szlacheckie, Chajczyny, Dąbrowa, Grabostów, Grębociny, Ignaców, Jamborek, Janów, Jawor, Karczmy, Kociszew, Kolonia Kociszew, Kurówek, Łęki, Łobudzice, Łobudzice-Kolonia, Mauryców, Ostoja, Pawłowa, Pożdżenice, Pożdżenice-Kolonia, Pszczółki, Pukawica, Sobki, Sromutka, Walewice, Wola Pszczółecka, Wygiełzów, Wypychów, Zabłoty, Zagłówki, Zalesie, Zelówek.

## Overige plaatsen
Faustynów, Karczmy-Kolonia, Kurów, Kuźnica, Łęki-Kolonia, Marszywiec, Nowa Wola, Podlesie, Przecznia.

## Aangrenzende gemeenten
Bełchatów, Buczek, Dłutów, Drużbice, Kluki, Łask, Sędziejowice, Szczerców, Widawa